# Sevtopolis Peak
Der Sevtopolis Peak (englisch, bulgarisch връх Севтополис wrach Sewtopolis) ist ein 300 m hoher und vereister Berg auf Greenwich Island im Archipel der Südlichen Shetlandinseln. In den Dryanovo Heights ragt er 3,2 km westsüdwestlich des Mount Plymouth, 3,3 km südöstlich der Crutch Peaks und 2,5 km nördlich des Lloyd Hill auf.
Bulgarische Wissenschaftler kartierten ihn im Zuge von Vermessungen der Tangra Mountains auf der benachbarten Livingston-Insel zwischen 2004 und 2005. Die bulgarische Kommission für Antarktische Geographische Namen benannte ihn 2005 nach der antiken Stadt Seuthopolis, die heute westlich der Stadt Kasanlak in Bulgarien liegt.